# Nagykozári-patak
A Nagykozári-patak Nagykozártól délre ered, Baranya vármegyében. A patak forrásától kezdve délkeleti irányban halad Magyarsarlósig, ahol beletorkollik a Vasas-Belvárdi-vízfolyásba.
A Nagykozári-patak vízgazdálkodási szempontból az Alsó-Duna jobb part Vízgyűjtő-tervezési alegység működési területéhez tartozik.

## Part menti települések
- Nagykozár
- Magyarsarlós